# 毛锦香草
毛锦香草（学名：Phyllagathis melastomatoides），为野牡丹科锦香草属下的一个植物种。